# Olimpia Cavalli

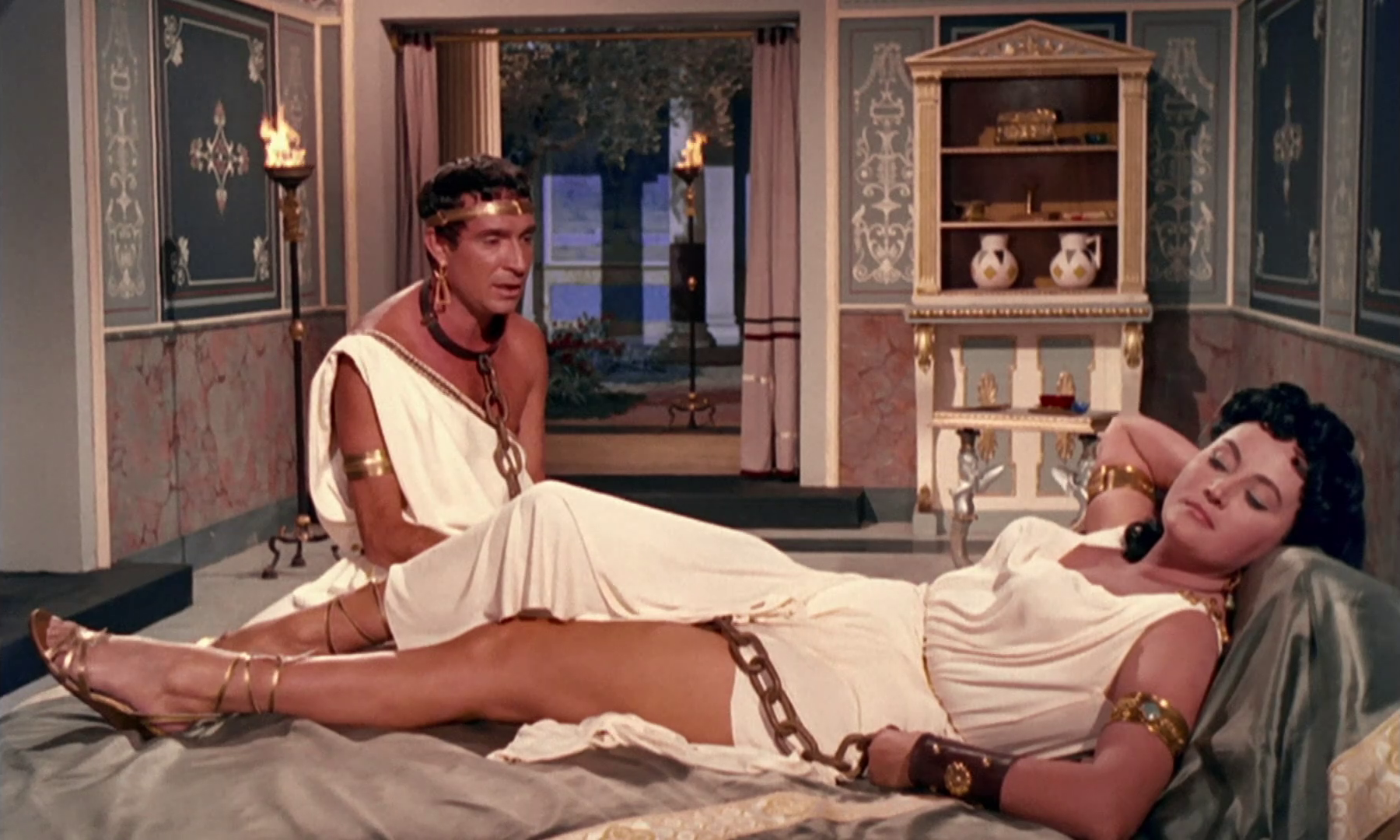
Ugo Tognazzi e Olimpia Cavalli ne I baccanali di Tiberio (1960)

Olimpia Cavalli (Cadeo, 30 agosto 1930 – Roma, 29 marzo 2012) è stata un'attrice italiana.

## Biografia
Fu attiva nel cinema italiano fra il 1959 ed il 1965 come caratterista, impegnata talvolta nel cinema d'autore.
Pur avendo lasciato le scene a metà degli anni sessanta tornò a recitare nel 1999 in un film di Pasquale Fanetti intitolato L'ultimo volo che però non ebbe distribuzione.
È morta a Roma, il 29 marzo 2012, all'età di 81 anni; dopo due giorni si è svolto il funerale nella basilica dei Santi Pietro e Paolo a Roma.

## Vita privata
Era madre dell'attore Claudio Del Falco.

## Filmografia
- Totò a Parigi, regia di Camillo Mastrocinque (1958)
- La cambiale, regia di Camillo Mastrocinque (1959)
- Morte di un amico, regia di Franco Rossi (1959)
- Noi siamo due evasi, regia di Giorgio Simonelli (1960)
- I baccanali di Tiberio, regia di Giorgio Simonelli (1960)
- Tu che ne dici?, regia di Silvio Amadio (1960)
- Il mantenuto, regia di Ugo Tognazzi (1961)
- I due marescialli, regia di Sergio Corbucci (1961)
- Vanina Vanini, regia di Roberto Rossellini (1961)
- La viaccia, regia di Mauro Bolognini (1961)
- Il Gattopardo, regia di Luchino Visconti (1963)
- 8½, regia di Federico Fellini (1963) – non accreditata
- Gli attendenti, regia di Giorgio Bianchi (1964)
- Due mafiosi nel Far West, regia di Giorgio Simonelli (1964)
- Il giovedì, regia di Dino Risi (1964)
- Che fine ha fattoTotò Baby?, regia di Ottavio Alessi (1964)
- Letti sbagliati, regia di Steno, episodio La seconda moglie (1965)
- Salomè 73, regia di Odoardo Fiory (1965)